# Argo (Programm)
Argo ist ein mobiles Beobachtungssystem für die Weltmeere, mit dem seit dem Jahr 2000 Temperatur, Salzgehalt, Strömungen und zunehmend auch chemische und biologische Komponenten gemessen werden. Die fast in Echtzeit übertragenen Daten werden in der Forschung und der Klimaüberwachung verwendet.

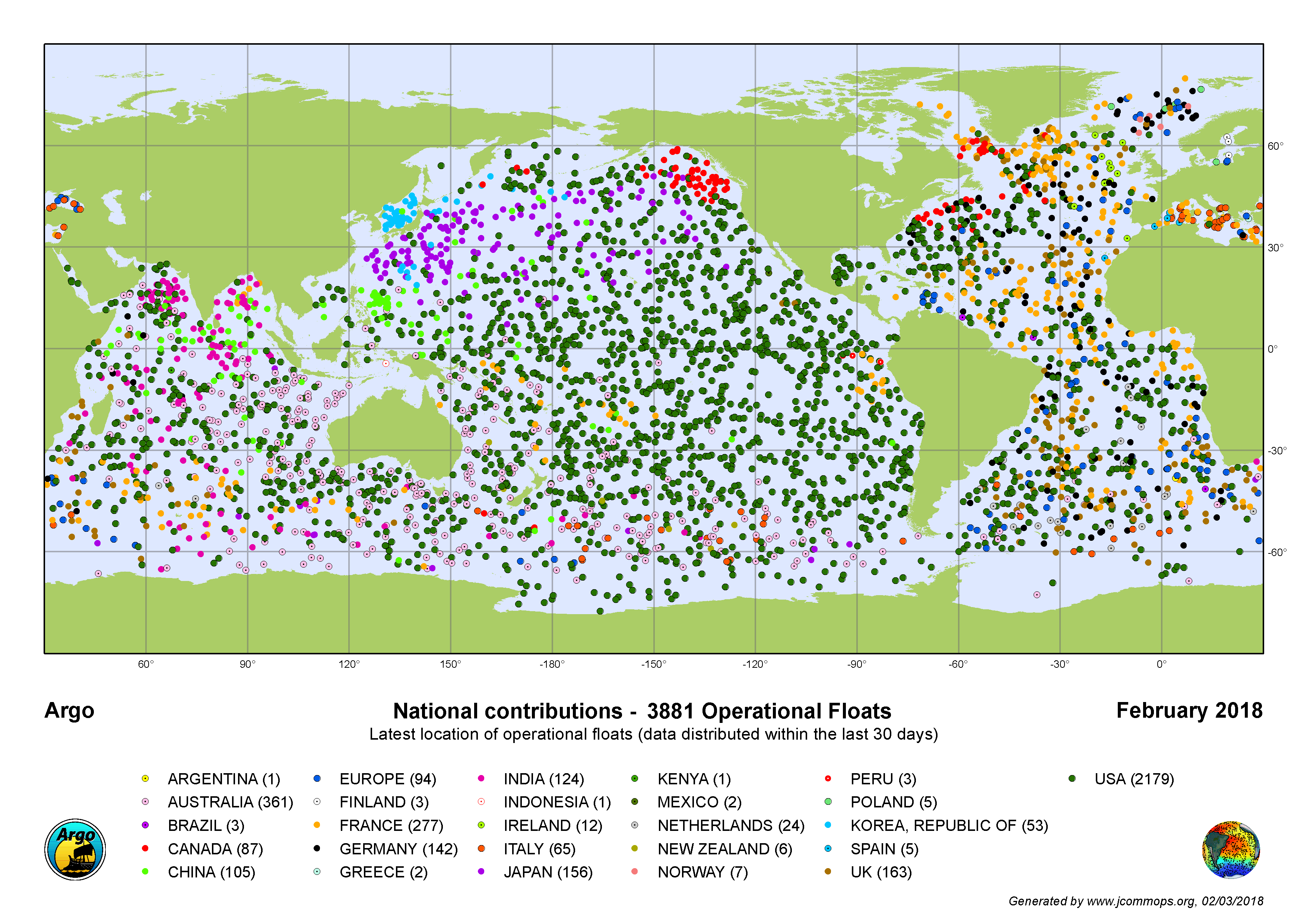
Karte des Argo-Netzwerkes im Februar 2018

Argo umfasst eine Flotte von über 3930 automatisierten Treibbojen (im Englischen profiling floats genannt), die über alle Ozeane verteilt sind (Stand: November 2020). Diese Messroboter sind relativ klein und wiegen zwischen 20 und 30 kg. Alle zum Argo-Programm gehörenden Treibbojen unterliegen einer gemeinsamen Datenpolitik, und die Daten stehen in Echtzeit und ohne Einschränkung öffentlich zur Verfügung. In ihrer Mehrzahl treiben die Floats in Tiefen von 1000 m (der sogenannten Parktiefe) und tauchen alle zehn Tage zunächst auf 2000 m ab, um dann aus dieser Tiefe zur Meeresoberfläche aufzusteigen. Während des Aufstiegs messen die Floats Temperatur, Leitfähigkeit und Druck in der Wassersäule. Auf der Basis dieser Messdaten können zusätzlich der Salzgehalt und die Dichte des Meerwassers berechnet werden. Dichte ist eine wichtige Größe in der Ozeanographie, da horizontale Dichteunterschiede die großskaligen Strömungen im Ozean antreiben.
Das mittlere Strömungsfeld in der Parktiefe lässt sich aus der zurückgelegten Distanz und der Richtung aufeinanderfolgender Floatpositionen bestimmen. Dabei werden die Positionen jedoch nicht in der Parktiefe gemessen, sondern erst an der Oberfläche durch die Positionierungssysteme der GPS- oder ARGOS-Satelliten. Die Datenübertragung erfolgt ebenfalls per Satellit an das internationale Datennetz, wo alle Angaben gesammelt, in Echtzeit qualitätsgeprüft und dann zur Nutzung bereitgestellt werden.
Das Argo-Programm ist nach dem Schiff Argo aus der griechischen Mythologie benannt, mit dem sich der Königssohn Iason auf die Suche nach dem goldenen Vlies gemacht hat. Der Name betont daher die enge Verbindung des ozeanischen Messsystems zum Satellitensystem Iason, mit dem aus dem Weltall die Meeresoberflächentopographie vermessen wird. In einigen Literaturquellen wird Argo fälschlich als Akronym angeführt.

## Internationale Zusammenarbeit
Das Argo-Programm ist ein Gemeinschaftsprojekt von mehr als 30 Nationen aus aller Welt (siehe Graphik rechts oben). Erst diese länderübergreifende Zusammenarbeit ermöglicht eine globale Überwachung der Weltmeere, und Argo ist damit eine Kernkomponente des globalen Ozeanüberwachungssystems GOOS. Koordiniert wird Argo von einer internationalen Steuergruppe, dem Argo Steering Team, das sich aus Wissenschaftlern und technischen Experten zusammensetzt. Die Betreuung der Datenströme erfolgt durch das Argo Data Management Team. Eine übergeordnete Koordinierung wird durch das Argo-Informationszentrum (AIC) übernommen, das bei der Intergovernmental Oceanographic Commission (IOC) und der Weltorganisation für Meteorologie (WMO) angesiedelt ist.
International ist Argo in weitere wichtige Klimabeobachtungsprogramme eingebunden wie GEO (The Group of Earth Observation), dem zum World Climate Research Programme gehörenden Projekt CLIVAR, in dem es um Variabilität und Vorhersagbarkeit des Systems Ozean – Atmosphäre geht, und in GODAE, dem Projekt, das die Assimilation von Ozeandaten behandelt.
Eine Animation für Kinder, die über die Funktionsweise von Argo informiert, wurde im Jahr 2014 von IMOS (Integrated Marine Messstrategy, Australien) erstellt.

## Geschichte

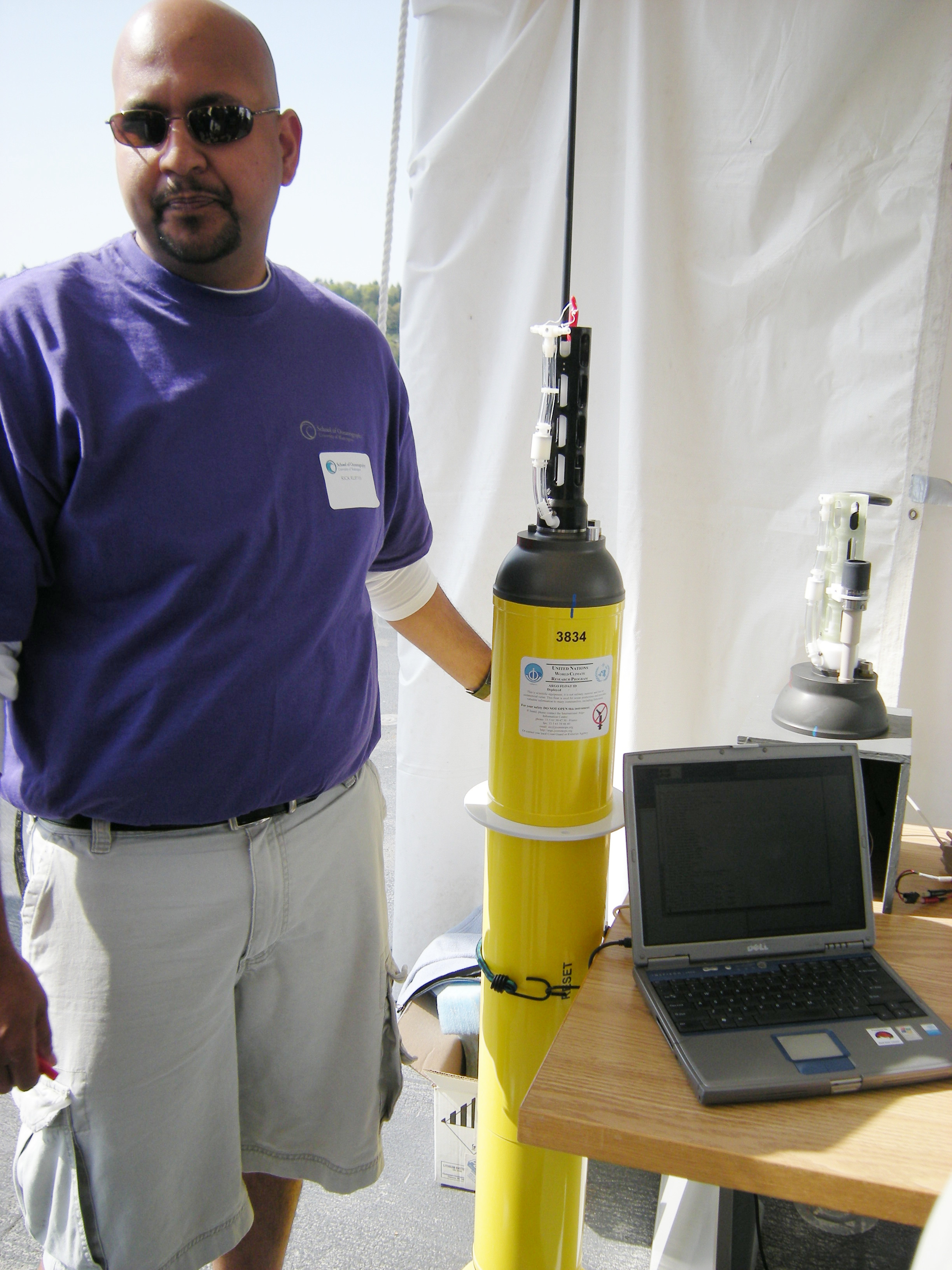
Bild einer Argo-Treibboje

Der ursprüngliche Plan zum Argo-Programm wurde zum ersten Mal auf der OceanObs-Konferenz 1999 vorgestellt. Ziel dieser Konferenz war es, unter Einbeziehung verschiedener internationaler Agenturen für eine Koordination der Ozeanbeobachtungen zu sorgen. Der ursprüngliche Grundriss zum Argo-Programm wurde von einer kleinen Gruppe von Wissenschaftlern unter der Leitung von Dean Roemmich erarbeitet. Dieser Plan sah ein globales Beobachtungssystem aus 3000 Treibkörpern vor und setzte sich das Jahr 2007 für dessen Umsetzung zum Ziel. In der Tat wurde im Jahr 2007 eine Floatdichte von 3000 Bojen erreicht und damit die globale Abdeckung des Weltozeans. Die Steuerungsgruppe (Argo Steering Team) traf sich 1999 zum ersten Mal und erarbeitete die Leitlinien zur globalen Datenweitergabe. Zehn Jahre später lieferte die Steuergruppe einen Statusreport bei der OceanObs-Konferenz 09 ab und diskutierte Vorschläge für die Weiterentwicklung des Systems. Die Vorschläge umfassten die Ausweitung des Beobachtungssystems auf die hohen Breiten, auf Randmeere wie den Golf von Mexiko und das Mittelmeer, vermehrte Beprobung der äquatorialen Gebiete und der starken Randströme (Golfstrom, Kuroshio). Weiterhin wurde über die Beprobung des tiefen Ozeans (> 2000 m) und die Ausbringung zusätzlicher Sensoren zur Messung biologischer und chemischer Parameter diskutiert.
Im November 2012 lieferte ein indisches Argo Float das einmillionste Profil ab. Dies sind damit doppelt so viele Profile wie alle ozeanographischen Messungen von Forschungsschiffen im 20. Jahrhundert zusammen. Dieses Ereignis wurde in diversen Pressemitteilungen gewürdigt. Seit 2014 ist eine starke Expansion der biologischen Messungen im BioArgo-Programm zu verzeichnen.

## Float Design/Funktionsweise

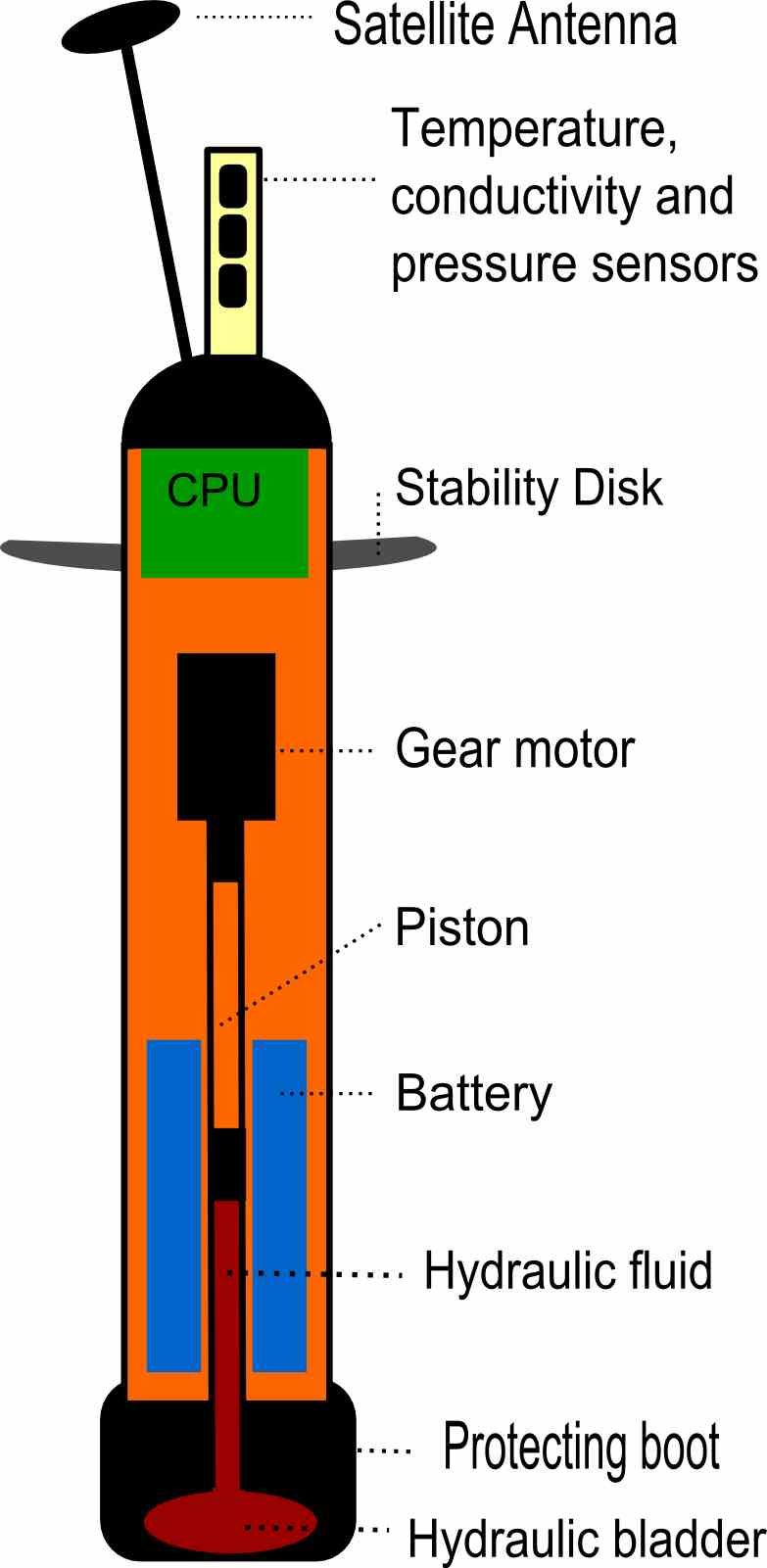
Schematischer Schnitt durch eine Argo-Sonde. Höhe rund 2 m. Im oberen Drittel befinden sich die Mess- und Kommunikationseinrichtungen. Die horizontale Scheibe dient der Stabilisierung. Rot ist das System zur Steuerung des Auftriebs. Die blauen Zylinder in der unteren Hälfte sind die Batterien.

Die Fähigkeit eines Argo-Floats, auf- und abzusteigen, wird durch die Änderung der Dichte erreicht. Die Dichte eines Objekts ist definiert als seine Masse geteilt durch sein Volumen. Da die Masse (Gewicht) eines Floats unverändert bleibt, kann es seine Dichte nur durch Änderung des Volumens ändern. Dies erfolgt durch die hydraulische Expansion einer mit Öl gefüllten Kunststoffblase. Dazu wird Mineralöl aus dem druckgeschützten Gehäuse des Floats in die Kunststoffblase am Ende des Floats gepumpt und bläst diese auf. Wenn sich diese Blase dann ausweitet, verliert das Float an Dichte und steigt zur Oberfläche. Sobald es die Oberfläche erreicht hat und die Daten übertragen sind, wird das Öl wieder in den Druckkörper gepumpt, und der Abstieg beginnt. Die Antenne für die Satellitenkommunikation ist am oberen Ende des Floats montiert, so dass diese klar aus dem Wasser reicht, wenn der Aufstieg beendet ist. Die Lebenszeit eines Floats hat sich seit Beginn des Programms von vier auf sechs Jahre verlängert.
Floats werden nur von einer begrenzten Anzahl von Firmen und Organisationen hergestellt. Die am meisten verwendeten APEX Floats werden von der Firma Teledyne Webb hergestellt. Die SOLO und SOLO-II Floats wurden von der Scripps Institution of Oceanography entwickelt. Andere Typen umfassen die von der japanischen Firma Tsurumi Seiki Co entwickelten NINJA Floats, die PROVOR Floats, die in Frankreich am Ifremer entwickelt wurden und die deutschen NEMO Floats. Die meisten Floats benutzen Sensoren, die von der Firma Sea-Bird Electronics geliefert werden. Seit kurzem hat Sea-Bird auch ein eigenes Float im Programm, das NAVIS genannt wird. Ein typisches Argo Float ist ca. 1 m lang und hat einen Durchmesser von 14 cm.
Alle Argo Floats tragen Sensoren, die Temperatur und Salzgehalt messen, aber eine wachsende Anzahl von Floats trägt auch noch zusätzliche Sensoren wie zum Beispiel zur Messung von gelöstem Sauerstoff im Ozean und weitere Sensoren, die für biologische oder chemische Fragestellungen von Interesse sind, wie Chlorophyll, Nährstoffe und pH-Wert. Diese sind in der Erweiterung des Argo-Programms als Bio-Argo zusammengefasst und befinden sich noch in der Implementationsphase. Mit diesen zusätzlichen Messungen können dann auch die biologischen und chemischen Komponenten des Meeres überwacht werden.

## Array-Design

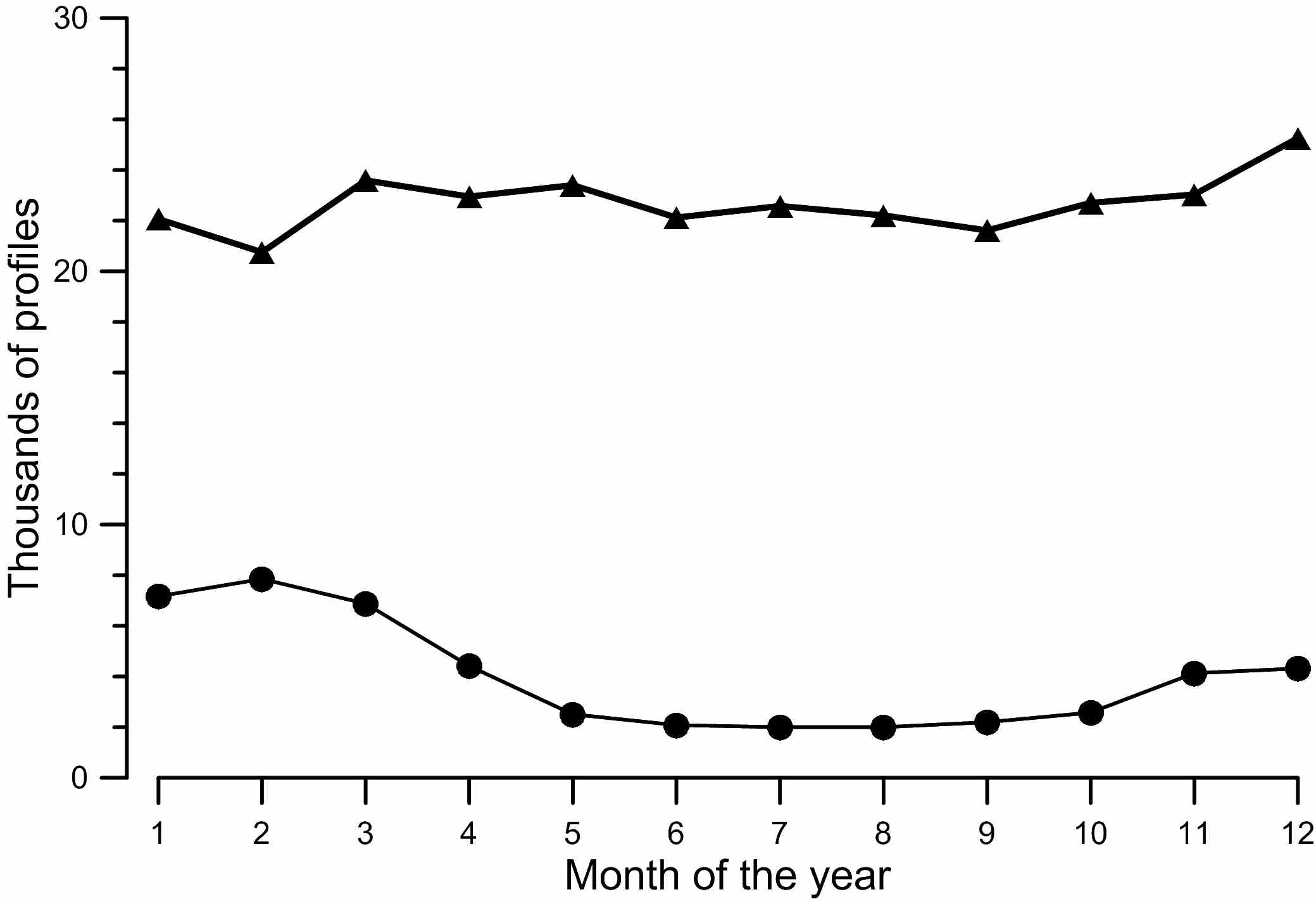
Anzahl der Profile, die mit Argo-Driftern südlich von 30° S erstellt wurden (obere Kurve), im Vergleich zu Profilen, die mit anderen Messsonden gesammelt wurden (untere Kurve). Besonders hervorzuheben ist die Eliminierung des saisonalen Bias in den Argo-Profilen im Vergleich zu den anderen Messsonden.

Der ursprüngliche Plan sah einen mittleren Abstand der Floats von 3 Grad geographischer Länge und 3 Grad geographischer Breite vor. Mit diesen Vorgaben wird eine höhere Auflösung (in km) in höheren Breiten erreicht, was notwendig ist, da der Wirbelradius ebenfalls zu den Polen hin abnimmt. Obwohl 2007 die gesetzte Anzahl von 3000 Floats erreicht wurde, gibt es dennoch räumliche Ungleichheiten, und im Südlichen Ozean werden immer noch zu wenig Floats ausgelegt.
Es wird daran gearbeitet, die ursprünglichen Pläne auf den gesamten Weltozean auszuweiten, speziell für den Südlichen Ozean ist dies aber schwierig, da er schwer zugänglich ist und wenig Schiffe für die Auslegung der Floats zur Verfügung stehen.
Wie schon im Abschnitt Geschichte erwähnt, wird an einer Verstärkung der Messungen im Bereich des Äquators, der Randströme und der Randmeere gearbeitet. Damit dies umgesetzt werden kann, ist eine Anzahl von etwa 4000 Floats erforderlich. Diese Zielvorgabe wurde in den letzten Jahren erreicht.
Eine herausragende Eigenschaft des Argo-Programms ist die Tatsache, dass die Floats das ganze Jahr über messen und somit der saisonale Bias in den Beobachtungen abgebaut werden konnte, der bei schiffsgestützten Messungen vorhanden war. Das gegenüberliegende Diagramm zeigt die Anzahl der Argo-Profile pro Monat, die südlich von 30° S (obere Kurve) von Beginn der Argo-Messungen bis November 2012 gesammelt wurden. Im Vergleich dazu sind die Messungen aus anderen Messverfahren dargestellt. In der unteren Kurve zeigt sich dieser starke saisonale Bias deutlich, so werden im südlichen Sommer ca. viermal so viele Messungen durchgeführt wie im südlichen Winter.

## Datenzugang
Eine besondere Eigenschaft des Argo-Programms ist der globale und uneingeschränkte Datenzugang in nahezu Echtzeit. Sobald ein Float Daten gesendet hat, werden diese sofort in ein Format übertragen, damit sie in das GTS-System (Global Telecommunications System) eingespeist werden können. Das GTS wird von der Weltorganisation für Meteorologie (WMO) betrieben und dient dem Zweck, Daten für die Wettervorhersagen zwischen nationalen Agenturen zu teilen. Das heißt, allen Nationen, die Mitglied der WMO sind, stehen die Argo-Daten innerhalb weniger Stunden nach ihrer Übermittlung zur Verfügung. Die Daten sind auch über ftp- und www-Zugang erhältlich über die beiden globalen Argo-Datenzentren (GDACs) www.coriolis.eu.org in Frankreich und www.usgodae.org/argo/argo.html in den USA. Über 90 % der global übermittelten Profile sind innerhalb von 24 Stunden abrufbar, die restlichen 10 % mit geringfügig größerem Zeitversatz.
Die Wissenschaftler, die die Daten aus dem GTS oder von den GDACs übertragen haben, sollten ausreichende Programmierkenntnisse besitzen, um die Daten weiterverarbeiten zu können. Das von den GDACs bereitgestellte Datenformat kann z. B. mit Programmen wie Ocean DataView visualisiert werden. Jeden Tag werden in den Datenzentren Files zusammengestellt, in denen nach Ozean getrennt alle Profile des entsprechenden Tages zusammengefasst werden. Ein Beispiel dazu wäre der File 20121106_prof.nc, der alle Profile für den 6. November 2012 enthalten hätte. Diese Files werden routinemäßig für den Atlantik, Pazifik und Indischen Ozean erstellt.

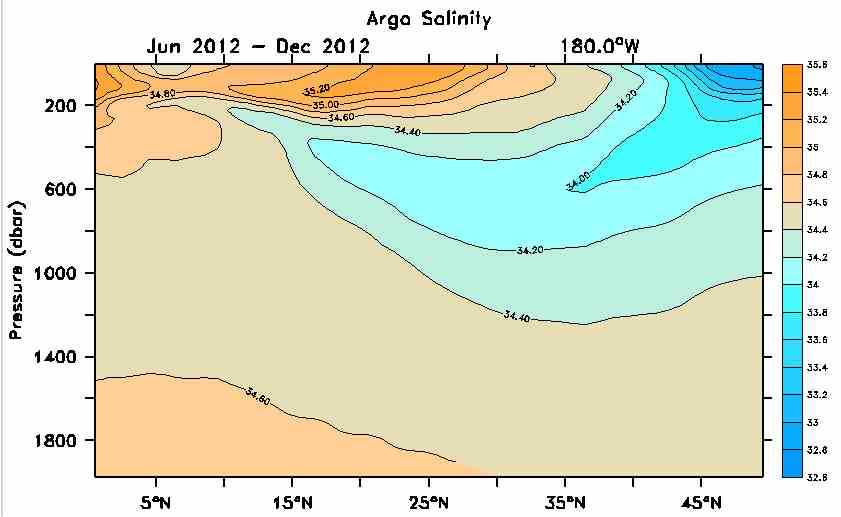
Ein aktueller Salzgehaltschnitt entlang der Datumsgrenze im Pazifik. Die dargestellten Daten beruhen auf Argo-Messungen und sind mit Hilfe des Global Marine Atlas dargestellt.

Für Nutzer ohne Programmierkenntnisse, die Argo-Daten analysieren wollen, stehen fertige Produkte wie der Argo Global Marine Atlas bereit, die Anwenderprogramme anbieten, mit denen z. B. der Salzgehaltsschnitt (wie rechts abgebildet) grafisch aufbereitet werden kann. Darüber hinaus bieten diese Anwenderprogramme viele weitere Optionen, wie zum Beispiel zur Darstellung von Horizontalkarten und Zeitserien. Der Argo Global Marine Atlas wird von der Scripps Institution of Oceanography in La Jolla in Kalifornien gepflegt.
Argo-Daten können auch in Google Earth dargestellt werden mit Schichtfiles, die vom AIC entwickelt worden sind.
Unabhängig vom gewählten Datensatz und dem jeweiligen Darstellungsprogramm wird allen Nutzern geraten, sich über die Struktur der Argo-Datenfiles, die Funktionsweise der Floats und die Bedeutung der Qualitätsflags zu informieren. Dazu steht das Argo User's manual zur Verfügung. Es wird dringend empfohlen, dieses Manual gründlich zu studieren, bevor Analysen auf Basis der Argo-Daten durchgeführt werden. Zusätzlich besteht eine Webpage, die von der Steuerungsgruppe gepflegt wird und die nützliche Tipps für den Argo-Anfänger bereithält.

## Ergebnisse

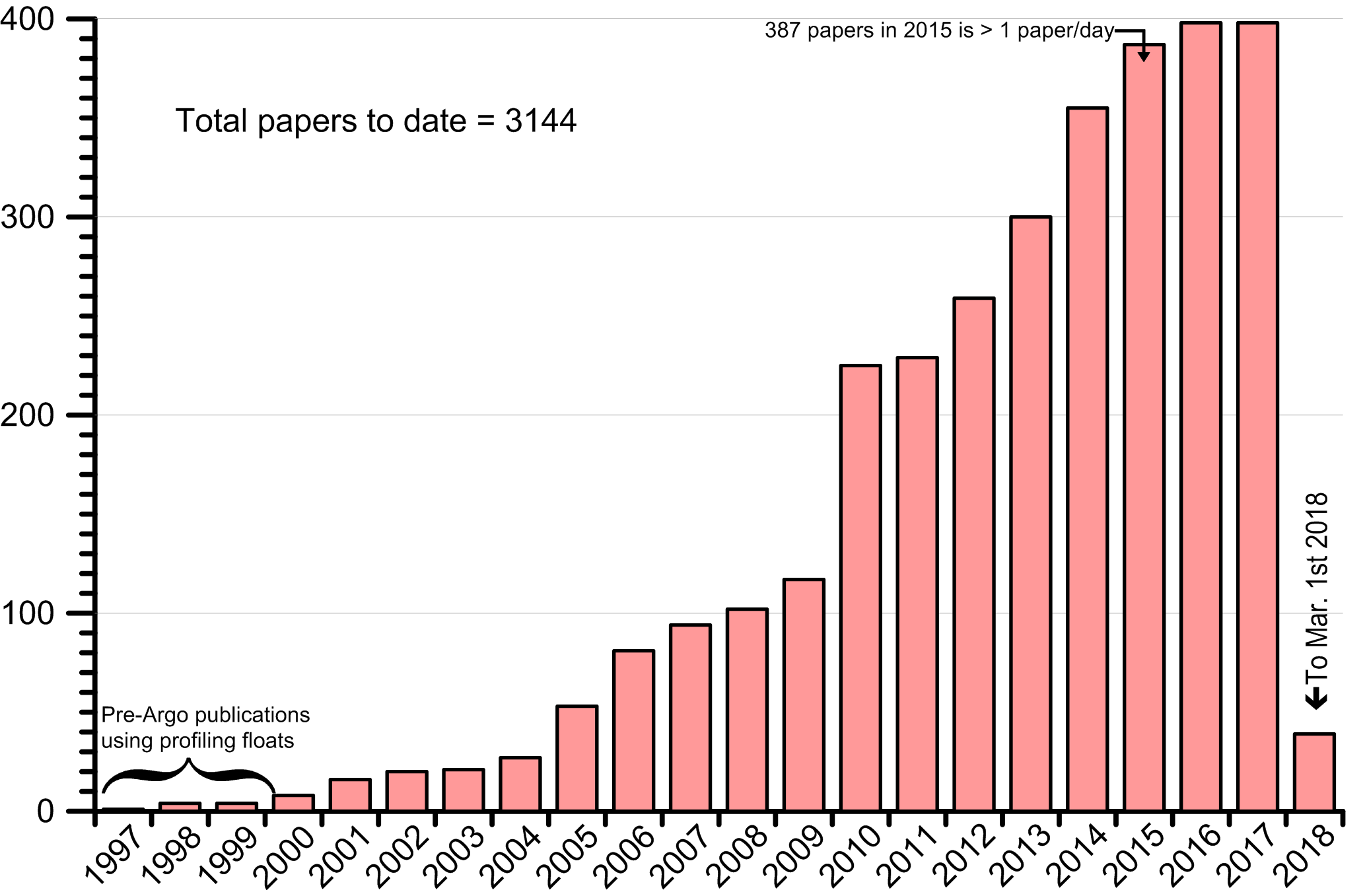
Anzahl der begutachteten Veröffentlichungen pro Jahr, die weitgehend oder vollständig auf Argo-Daten basieren und in wissenschaftlichen Publikationen veröffentlicht wurden.

Argo ist die primäre Quelle für Informationen über den klimatischen Zustand des Ozeans und wird weltweit genutzt, wie aus der Vielzahl von Veröffentlichungen hervorgeht (siehe Abbildung rechts). Diese Studien behandeln eine Vielzahl von Themen, wie zum Beispiel die Wechselwirkung zwischen Ozean und Atmosphäre, ozeanische Strömungen, zwischenjährliche Schwankungen, El Niño, mesoskalige Wirbel, Wassermasseneigenschaften und Wassermassenbildung. Die Menge der Argo-Daten reicht erstmals aus, um den globalen Wärmeinhalt des Ozeans zu bestimmen. Argo-Daten fließen auch in Computermodelle für das Klimasystem ein und dienen so der Verbesserung saisonaler Vorhersagen.
Als Beispiel für wissenschaftliche Fragestellungen sei hier auf ein Manuskript von Durak und Wijffels verwiesen, das die globalen Änderungen im Oberflächensalzgehalt analysiert. Ein bedeutendes Ergebnis dieser Arbeit ist die Erkenntnis, dass Gebiete mit hohem Salzgehalt noch salzreicher werden und Gebiete mit niedrigen Salzgehalten eine weitere Absenkung des Salzgehalts aufweisen. Die Verteilung des Salzgehalts wird von den Unterschieden zwischen Niederschlag und Verdunstung bestimmt. Die hier vorgestellten Resultate implizieren daher, dass sich der hydrologische Kreislauf in den Komponenten Niederschlag und Verdunstung als Folge des Klimawandels verstärkt haben muss.
Argo-Daten waren essentiell für die Analysen in Kapitel 3 des 5. Sachstandsberichts des IPCC, der im September 2013 veröffentlicht wurde. Im Appendix zu diesem Kapitel des Sachstandsberichts wird darauf verwiesen, dass sich die Qualität und das Volumen ozeanischer Messungen durch die Implementation des Argo-Programms grundlegend verbessert haben. Nur durch diese Verbesserungen ist es möglich, das Wärmebudget im oberen Bereich des Ozeans oder Veränderungen im Oberflächensalzgehalt mit ausreichender Genauigkeit zu analysieren.
Ab 2014 erfolgte zunächst testweise der Einsatz einer neuen Generation von Argo-Bojen, konzipiert für Tauchtiefen von 4000 bis 6000 Meter. Die Aufgabe dieser sogenannten „Deep Argo“-Floats besteht darin, Temperatur und Strömungsmuster der Tiefseebereiche zu erfassen und insbesondere präzise Daten zum sich verändernden Wärmeinhalt der Ozeane in diesen Wasserschichten zu übermitteln.